# Rainer von Fieandt
Berndt Rainer von Fieandt, född 26 december 1890 i Åbo, död 28 april 1972 i Helsingfors, var en finländsk bankdirektör och politiker. Han var Finlands statsminister (obunden) 1957–1958. 